# Sauerlach
Sauerlach è un comune tedesco di 6 609 abitanti, situato nel 
Circondario di Monaco di Baviera nel land della Baviera.
Il comune è costituito da più centri abitati:
- Altkirchen
- Arget
- Am Brand
- Grafing
- Großeichenhausen
- Gumpertsham
- Gumpertshausen
- Kleineichenhausen
- Lanzenhaar
- Lochhofen
- Sauerlach (capoluogo)
- Walchstatt

## Curiosità
La frazione di Altkirchen rientrante nel comune di Sauerlach viene più volte menzionata nell'episodio della serie televisiva L'ispettore Derrick Mi ha sempre chiamato Zio Hoffmann del 1974 insieme a quello della città di Grünwald sulle strade della quale è totalmente ambientata tale puntata.